# Téléonomie
La téléonomie (dérivé du grec ancien τέλος / télos ou τελε- / tele-, « but, finalité », et νόμος / nómos) est, sommairement, un concept scientifique de finalité.

## Terminologie
Le terme téléonomie est inventé par Colin S. Pittendrigh en 1958, puis repris par de nombreux autres biologistes de renom, dont Jacques Monod dans les années 1970,,.
Le concept est distinct du finalisme ou la téléologie (de logos, « raison », « parole ») car Jacques Monod et plus généralement les darwinistes (aujourd'hui largement majoritaires) refusent, par principe épistémologique notamment, tout recours à une cause finale ou à un dessein intelligent dans l'explication des processus biologiques.

## En biologie
La notion de téléonomie sert notamment à expliquer le phénomène de la convergence évolutive en décrivant la suite de causes ayant par exemple mené trois animaux aussi différents que l'ichtyosaure, le requin et le dauphin à avoir des formes hydrodynamiques si similaires tout en appartenant à des branches différentes du vivant n'ayant pas de lien de parenté plus récent que l'apparition de leurs caractères communs.
Il est capital de comprendre que le rapport de la téléonomie à la finalité n'est que métaphorique : la sélection naturelle donne l'illusion que la nature travaille en vue d'un objectif, mais elle est en réalité aveugle et c'est, selon l'expression de Démocrite et Jacques Monod, le hasard et la nécessité seuls qui mènent le vivant à s'adapter à son milieu. Ainsi, on ne peut pas dire que l'évolution vise quelque chose ; elle ne veut rien. Cependant, alors que son fonctionnement n'a rien d'intentionnel, comme phénomène elle peut avoir l'apparence d'une intentionnalité : la disparition automatique des modèles les moins fonctionnels mène spontanément à la conservation exclusive des modèles fonctionnels (les êtres vivants capables de survivre jusqu'à se reproduire et transmettant cette capacité à leur descendance par hérédité génétique ou épigénétique), de telle sorte que certains de leurs caractères, en harmonie avec leur environnement, peuvent répondre à leurs besoins comme s'ils avaient été faits sur mesure, pour ainsi dire de façon providentielle, alors qu'ils sont tout autant les fruits du hasard que leurs concurrents éteints. Cette apparence de finalisme et d'intentionnalité est en fait illusoire.